# 伊予宮野下駅
伊予宮野下駅（いよみやのしたえき）は、愛媛県宇和島市三間町宮野下にある、四国旅客鉄道（JR四国）予土線の駅である。駅番号はG44。隣の務田駅とは0.9kmしか離れていない。

## 歴史
- 1914年（大正3年）10月18日：宇和島鉄道の宮野下駅（みやのしたえき）として開設[1]。
- 1933年（昭和8年）8月1日：宇和島鉄道が国有化[1]。伊予宮野下駅（いよみやのしたえき）に改称[1]。
- 1970年（昭和45年）6月1日：貨物取扱廃止[1]。
- 1983年（昭和58年）11月25日：荷物扱い廃止[1]。駅員無配置駅となる[2]。
- 1987年（昭和62年）4月1日：国鉄分割民営化により、JR四国の駅となる[1]。

## 駅構造
相対式ホーム2面2線を有し、改装済の木造駅舎が残る地上駅。簡易委託駅でもある。ホーム間は跨線橋で結ばれている。木造駅舎を有する。

### のりば
| のりば | 路線    | 方向 | 行先             |
| ------ | ------- | ---- | ---------------- |
| 1      | ■予土線 | 上り | 江川崎・窪川方面 |
| 2      | ■予土線 | 下り | 宇和島方面       |

- かつては上り側のホーム端に引込線があった[3]。

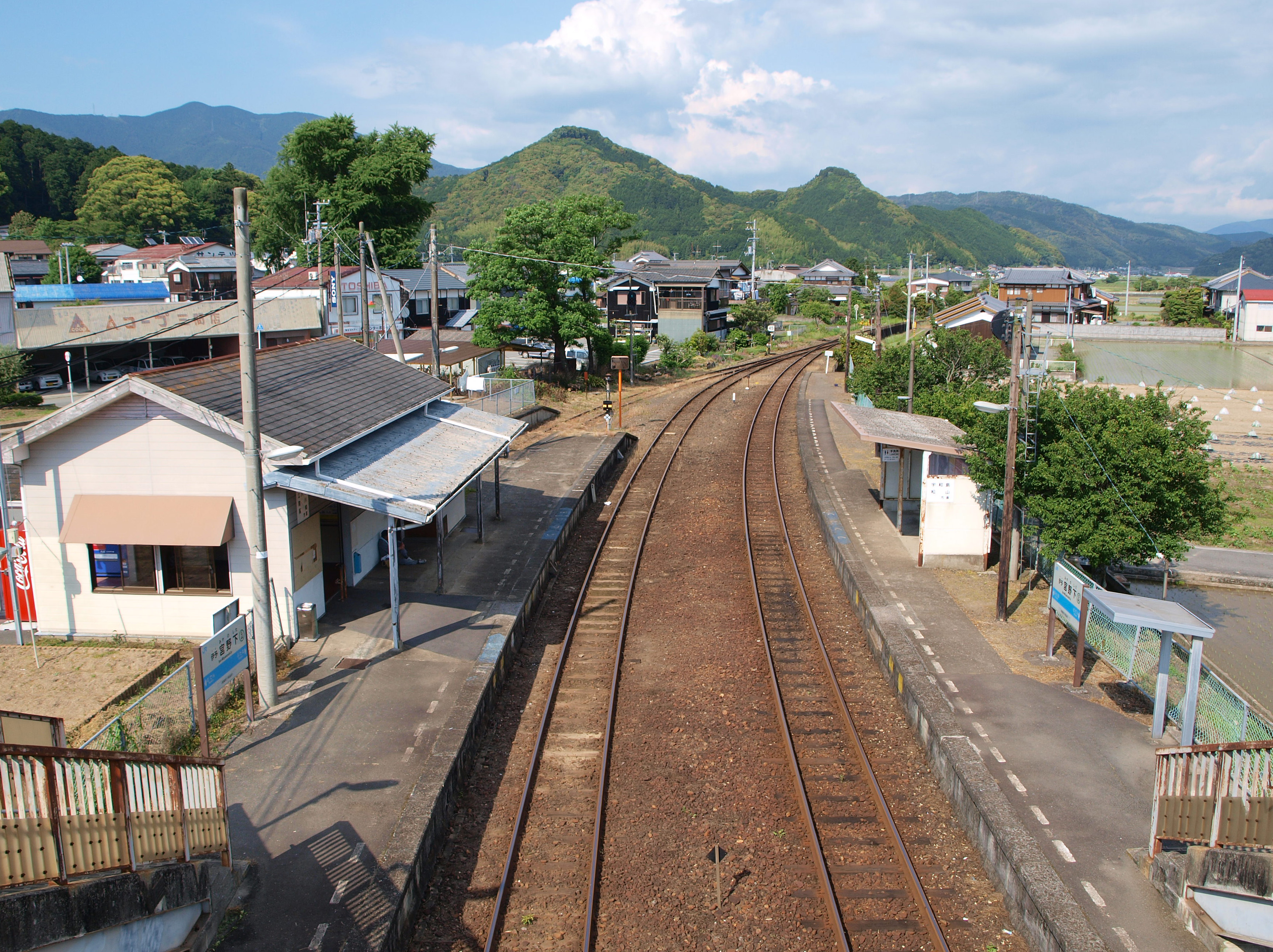
ホーム（2010年5月、跨線橋から）

## 利用状況
1日の平均乗降人員は以下の通り。当駅は旧・三間町（現・宇和島市）の中心に位置し、乗降が多い。
| 1日乗降人員推移 | 1日乗降人員推移 |
| 年度            | 1日平均人数     |
| --------------- | --------------- |
| 2011年          | 238             |
| 2012年          | 222             |
| 2013年          | 258             |
| 2014年          | 296             |
| 2015年          | 298             |
| 2016年          | 268             |
| 2017年          | 246             |
| 2018年          | 220             |

## 駅周辺
旧・三間町の中心で、銀行や学校など一通り揃っている。
- 商店街
- 愛媛県道277号伊予宮野下停車場宮野下線
- 愛媛県道278号伊予宮野下停車場務田線
- 愛媛県立北宇和高等学校三間分校
- 宇和島市立三間中学校
- 宇和島市立三間小学校
- 宇和島市三間支所（旧・三間町役場）
- 四国霊場第四十一番札所龍光寺
- 四国霊場第四十二番札所佛木寺
- 松山自動車道三間IC

## 隣の駅
四国旅客鉄道（JR四国）
■予土線
- 臨時観光列車「しまんトロッコ」停車駅

二名駅 (G43) - 伊予宮野下駅 (G44) - 務田駅 (G45)